# Nature Reviews Genetics
Nature Reviews Genetics é uma publicação periódica mensal revisada por pares publicada pela Nature Portfolio. Sendo introduzida em 2000, aborda todos os aspectos da genética moderna. A edição é de responsabilidade de Linda Koch. O periódico publica artigos de revisão e perspectiva de autoria de especialistas no campo, que são sujeitados a revisão por pares e passagem de texto para providenciar uma coberta de autoridade aos tópicos. Cada um dos números, ainda, inclui artigos de destaque de pesquisa (Research Highlights) – sumários breves escritos pelos editores para descrever publicações recentes.
De acordo com o Journal Citation Reports, o periódico possuía, em 2021, um fator de impacto de 59.943, sendo classificado em primeiro lugar dentre 175 periódicos na categoria de "genética e hereditariedade". Ainda, como divulgado pelo Superfund Research Program, do National Institute of Environmental Health Science, possuía, até 2011, um fator de impacto de 53.242, sendo categorizado entre os "periódicos de alto impacto".